# 台北棘缘吸虫
台北棘缘吸虫（学名：Echinoparyphium taipeiense）为棘口科棘缘属的动物。分布于台湾台北市等地，营寄生生活，宿主为家鸡，寄生于肠。该物种的模式产地在台湾台北市。